# Aloinmunidad
La aloinmunidad (a veces llamada isoinmunidad) es una respuesta inmune a los antígenos no propios de miembros de la misma especie, que se denominan aloantígenos o isoantígenos. Dos tipos principales de aloantígenos son los antígenos del grupo sanguíneo y los antígenos de histocompatibilidad. En la aloinmunidad, el cuerpo crea anticuerpos contra los aloantígenos, que atacan la sangre transfundida, el tejido alotrasplantado e incluso el feto en algunos casos. La respuesta aloinmune (isoinmune) da como resultado el rechazo del injerto, que se manifiesta como deterioro o pérdida completa de la función del injerto. En contraste, la autoinmunidad es una respuesta inmune a los antígenos propios del individuo. (El prefijo alo significa "otro", mientras que el prefijo auto significa "uno mismo"). La aloinmunización (isoinmunización) es el proceso de volverse aloinmune, es decir, desarrollar los anticuerpos relevantes por primera vez.
La aloinmunidad es causada por la diferencia entre los productos de genes altamente polimórficos, principalmente los genes del complejo principal de histocompatibilidad, del donante y del receptor de injerto. Estos productos son reconocidos por los linfocitos T y otros leucocitos mononucleares que se infiltran en el injerto y lo dañan.

## Tipos de rechazo

### Reacción de transfusión
Una falla en la comparación cruzada puede permitir la transfusión de sangre del donante de un grupo sanguíneo incompatible, lo que resulta en una reacción de transfusión.

### Enfermedad hemolítica del feto y del recién nacido
La enfermedad hemolítica del feto y el recién nacido es similar a una reacción de transfusión en el sentido de que los anticuerpos de la madre no pueden tolerar los antígenos del feto, lo que ocurre cuando la tolerancia inmunitaria del embarazo se ve afectada. En muchos casos, el sistema inmunitario materno ataca las células sanguíneas fetales, lo que resulta en anemia fetal. La HDN varía de leve a grave. Los casos graves requieren transfusiones intrauterinas o el parto prematuro para sobrevivir, mientras que los casos leves pueden requerir fototerapia al nacer.

### Rechazo de trasplante

#### Rechazo agudo
El rechazo agudo es causado por los antígenos Th1 específicos y los linfocitos T citotóxicos. Reconocen el tejido trasplantado debido a la expresión de aloantígenos. Un trasplante es rechazado durante los primeros días o semanas después del trasplante.

#### Rechazo hiperagudo y acelerado
El rechazo hiperagudo y acelerado es una respuesta inmune mediada por anticuerpos al aloinjerto. La sangre del receptor ya contiene anticuerpos circulantes antes del trasplante, ya sea IgM o anticuerpos en los que se haya producido una inmunización previa (por ejemplo, mediante una transfusión de sangre repetida). En caso de rechazo hiperagudo, los anticuerpos activan el complemento; además, la reacción puede ser aumentada por los neutrófilos. Este tipo de rechazo es muy rápido, el injerto es rechazado en unos pocos minutos u horas después del trasplante. El rechazo acelerado conduce a la activación de fagocitos y células NK (no del complemento) a través de sus receptores Fc que se unen a las partes Fc de los anticuerpos. El rechazo del injerto ocurre dentro de 3 a 5 días. Este tipo de rechazo es una respuesta típica a los xenotrasplantes.

#### Rechazo crónico
El rechazo crónico aún no se comprende completamente, pero se sabe que está asociado con la producción de aloanticuerpos y citoquinas. El endotelio de los vasos sanguíneos se está dañando, por lo tanto, el injerto no recibe suficiente sangre y se reemplaza con tejido fibroso (fibrosis). Se necesitan dos meses, al menos, para rechazar el injerto de esta manera.

## Mecanismos de rechazo
Los linfocitos T CD4+ y CD8+ junto con otros leucocitos mononucleares (no se conoce su función exacta con respecto al tema) participan en el rechazo. Los linfocitos B, las células NK y las citoquinas también desempeñan un papel en ello.
- Rechazo celular: linfocitos T CD4+ y CD8+, células NK
- Rechazo humoral - B-linfocitos
- Citocinas

### Linfocitos B
El tipo de rechazo humoral (mediado por anticuerpos) es causado por los linfocitos B del receptor que producen aloanticuerpos contra moléculas de MHC de clase I y II. Estos aloanticuerpos pueden activar el complemento, lo que conduce a la lisis de las células diana. Alternativamente, las células del donante están recubiertas con aloanticuerpos que inician la fagocitosis a través de los receptores Fc de los leucocitos mononucleares. El mecanismo del rechazo humoral es relevante para el rechazo hiperagudo, acelerado y crónico. La aloinmunidad también puede ser regulada por las células B neonatales.

### Citocinas
Microentorno de citoquinas donde los linfocitos T CD4+ reconocen aloantígenos que influyen significativamente en la polarización de la respuesta inmune.
- Los linfocitos T CD4+ se diferencian en células auxiliares Th1 en presencia de IL-12 (que generalmente es secretada por células dendríticas maduras). Las células Th1 producen citoquinas proinflamatorias IFN-γ y destruyen el tejido de aloinjerto.
- Si hay IL-4, los linfocitos T CD4 + se convierten en células Th2 que secretan IL-4 e IL-5.[3] Luego se observa mayormente la tolerancia al aloinjerto.[7]
- El TGF-β induce la expresión del gen Foxp3 en ausencia de citoquinas proinflamatorias y, por lo tanto, la diferenciación de los linfocitos T CD4+ en células T reguladoras (Treg).[3] Las células T reguladoras producen citocinas antiinflamatorias IL-10 y TGF-β que aseguran la tolerancia al aloinjerto.
- Sin embargo, en presencia de IL-6 o IL-21 junto con TGF-β, los linfocitos T CD4 + adquieren un fenotipo Th17 destructor de tejidos y secretan IL-17.[8]

### Células NK
Las células NK también pueden dirigirse directamente al tejido trasplantado. Depende del equilibrio de los receptores de células NK activadores e inhibidores y de sus ligandos expresados por el injerto. Los receptores de la familia KIR (receptor similar a inmunoglobulina de células asesinas) se unen a las moléculas de MHC de clase I del concreto. Si el injerto tiene estos ligandos en su superficie, las células NK no pueden activarse (los receptores KIR proporcionan una señal inhibitoria). Entonces, si faltan estos ligandos, no hay señal inhibitoria y las células NK se activan. Reconoce las células diana mediante la "estrategia del self faltante"  e induce su apoptosis por las enzimas perforina y las granzimas liberadas de sus gránulos citotóxicos. Las células NK aloreactivas también secretan citoquinas proinflamatorias IFN-γ y TNF-α para aumentar la expresión de moléculas de MHC y receptores coestimuladores en la superficie de las APC (células presentadoras de antígeno). Esto promueve la maduración de APC que conduce a la amplificación de la alorreactividad de las células T por medio de una vía directa y también indirecta de reconocimiento de aloantígeno (como se describe a continuación). Las células NK también pueden matar a los linfocitos T reguladores Foxp3+ y cambiar la respuesta inmune de la tolerancia del injerto hacia su rechazo. Además de la capacidad de las células NK para influir en la maduración de APC y el desarrollo de las células T, es probable que puedan reducir o incluso prevenir la respuesta aloinmune al tejido trasplantado, ya sea matando las APC del donante o mediante la citoquina antiinflamatoria IL-10 y TGF-β. secreción. Sin embargo, es importante tener en cuenta que las subpoblaciones de células NK difieren en la tasa de alorreactividad y en su potencial inmunomodulador. Con respecto a los fármacos inmunosupresores, los efectos sobre las células NK son más leves en comparación con las células T.

### Linfocitos T
Reconocimiento aloantigeno
El aloantígeno en la superficie de APC puede ser reconocido por los linfocitos T del receptor a través de dos vías diferentes:
- Reconocimiento directo: se produce cuando los APC del donante presentan antígenos de injerto. Los linfocitos T del receptor pueden identificar moléculas de MHC solas o péptidos extraños de moléculas de MHC complejas como aloantígenos. Los receptores de células T (TCR) específicos de los linfocitos T CD8+ reconocen estos péptidos cuando forman el complejo con moléculas MHC de clase I y los linfocitos T CD4+ reconocen un complejo con moléculas de clase II MHC.
- Reconocimiento indirecto: las APC del receptor se infiltran en el tejido trasplantado, luego se procesan y presentan, como cualquier otro péptido extraño, las glucoproteínas MHC del donante por las moléculas MHC de clase II. El mecanismo de aloreconocimiento indirecto y, por lo tanto, la participación de los linfocitos T CD4+ es la causa principal del rechazo del injerto.[14][15] Es por eso que la compatibilidad entre las moléculas MHC de clase II del donante y el receptor es el factor más importante relacionado con el trasplante.

Activación de los linfocitos T
Los linfocitos T se activan completamente bajo dos condiciones:
- Los linfocitos T deben reconocer el complejo de aloantígenos MHC presentado por APC a través de la vía de reconocimiento de reconocimiento directo o indirecto.
- Los linfocitos T deben recibir señal coestimuladora. Hay moléculas coestimuladoras en la superficie de las células T y las APC expresan sus ligandos[16] (por ejemplo, la molécula CD28, que se encuentra en la superficie de todos los linfocitos T CD4+ y CD8+ ingenuos, pueden unirse a los ligandos CD80 y CD86). El compromiso receptor-ligando desencadena la señalización de las células T que resulta en la producción de IL-2, la expansión clonal y, por lo tanto, el desarrollo de los linfocitos T efectores y de memoria.[17] En contraste, también hay receptores de este tipo en los linfocitos T que causan la inhibición de la activación de las células T (por ejemplo, el receptor CD152 / CTLA-4 que se une a CD80 y CD86 también).[18] Si el linfocito T no recibe una señal coestimuladora, su activación falla y se vuelve anérgica.[19]

La respuesta aloinmune puede potenciarse mediante citocinas proinflamatorias y con linfocitos T CD4+  que son responsables de la maduración de APC y la producción de IL-2. IL-2 es crucial para el desarrollo de las células T CD8+ de memoria. Estas células pueden representar un problema grave después del trasplante. Como efecto de estar expuesto a diversas infecciones en el pasado, se han desarrollado linfocitos T específicos de antígeno en el cuerpo del paciente. Una parte de ellos se mantiene en el organismo como células de memoria y estas células podrían ser una razón para la "reactividad cruzada": respuesta inmune contra aloantígenos de injerto similares pero no relacionados. Esta respuesta inmune se llama secundaria y es más rápida, más eficiente y más robusta.

## Tolerancia de injerto
El tejido trasplantado es aceptado por el receptor inmunocompetente si es funcional en ausencia de fármacos inmunosupresores y sin signos histológicos de rechazo. El huésped puede aceptar otro injerto del mismo donante, pero rechazar el injerto de un donante diferente. La aceptación del injerto depende del equilibrio de los linfocitos Th1, Th17 proinflamatorios y las células T reguladoras antiinflamatorias. Esto está influenciado por el microentorno de citoquinas, como se mencionó anteriormente, donde los linfocitos T CD4+ se activan y también por el nivel de inflamación (debido a que los patógenos que invaden el organismo activan el sistema inmunitario en diversos grados y causan la secreción proinflamatoria de citoquinas, por lo tanto, apoyan el rechazo). Los medicamentos inmunosupresores se utilizan para suprimir la respuesta inmune, pero el efecto no es específico. Por lo tanto, el organismo puede ser afectado por la infección mucho más fácilmente. El objetivo de las terapias futuras es suprimir la respuesta aloinmune específicamente para prevenir estos riesgos. La tolerancia podría lograrse mediante la eliminación de la mayoría o la totalidad de las células T alorreactivas y al influir en la proporción de linfocitos T reguladores de efector alorreactivos a favor de las células reguladoras que podrían inhibir las células efectoras reactivas de alorreactivas. Otro método se basaría en el bloqueo de la señal coestimuladora durante la activación de linfocitos T alorreactivos.

## Literatura
- Inmunología celular y molecular, 7ª edición por Abul K. Abbas, Andrew H. Lichtman, Shiv Pillai, Saunders Copyright